# Isac von Krusenstierna
Elis Isac von Krusenstierna, född 14 januari 1998 i Stora Kopparbergs församling i Falun, är en svensk orienterare som tävlar för OK Kåre. Vid Världsmästerskapen i orientering 2021 blev von Krusenstierna världsmästare i sprintorientering.
Vid europamästerskapen i orientering som hölls i Estland 2022 ingick von Krusenstierna, tillsammans med Viktor Svensk och Max Peter Bejmer, i det svenska stafettlag (Sverige 3)  som blev silvermedaljörer.